# 林謙一
林 謙一（はやし けんいち、1906年11月6日 - 1980年11月1日）は、日本の随筆家。

## 経歴
東京生まれ。早稲田大学理工学部建築学科卒。東京日日新聞記者を経て、内閣情報部事務嘱託として『写真週報』の創刊等に携わる。のち情報局情報官、海軍司政官。敗戦後は日本交通公社全日本観光連盟業務部長、退職後随筆家。
1962年、『婦人画報』に連載した母の生涯を描いた随筆を原作としてNHKで放送された単発ドラマ『おはなはん一代記』（森光子主演）が芸術祭奨励賞を受賞。1966年、これを連続ドラマ化した『おはなはん』（小野田勇脚本）が、NHKの朝の連続テレビ小説として放送される。全国日曜画家連盟同人幹事。
息子に脚本家の林秀彦。
孫に作曲家の林魏堂と脚本家の岩崎リズがいる。

## 著書
- 『野尻湖 報道写真集』フオトタイムス社、1940
- 『日曜画家』池田書店　1960
- 『日曜カメラマン』池田書店　1962
- 『おはなはん』文芸春秋　1966
- 『サンドイッチ親爺』佑啓社　1968
- 『日曜画家ハンドブック』池田書店・実用新書　1969
- 『2Bの鉛筆』文芸春秋　1974
- 『油絵のすすめ 初めての絵筆から個展まで』講談社　1977　のち創英社
- 『ヨーロッパスケッチ旅行』講談社　1979

## 翻訳
- チャーチル『描く楽しさ』美術出版社　1951
- ハンス・バウアー『スイスのすべて』スイス国立観光局　1963